# Listă de avioane

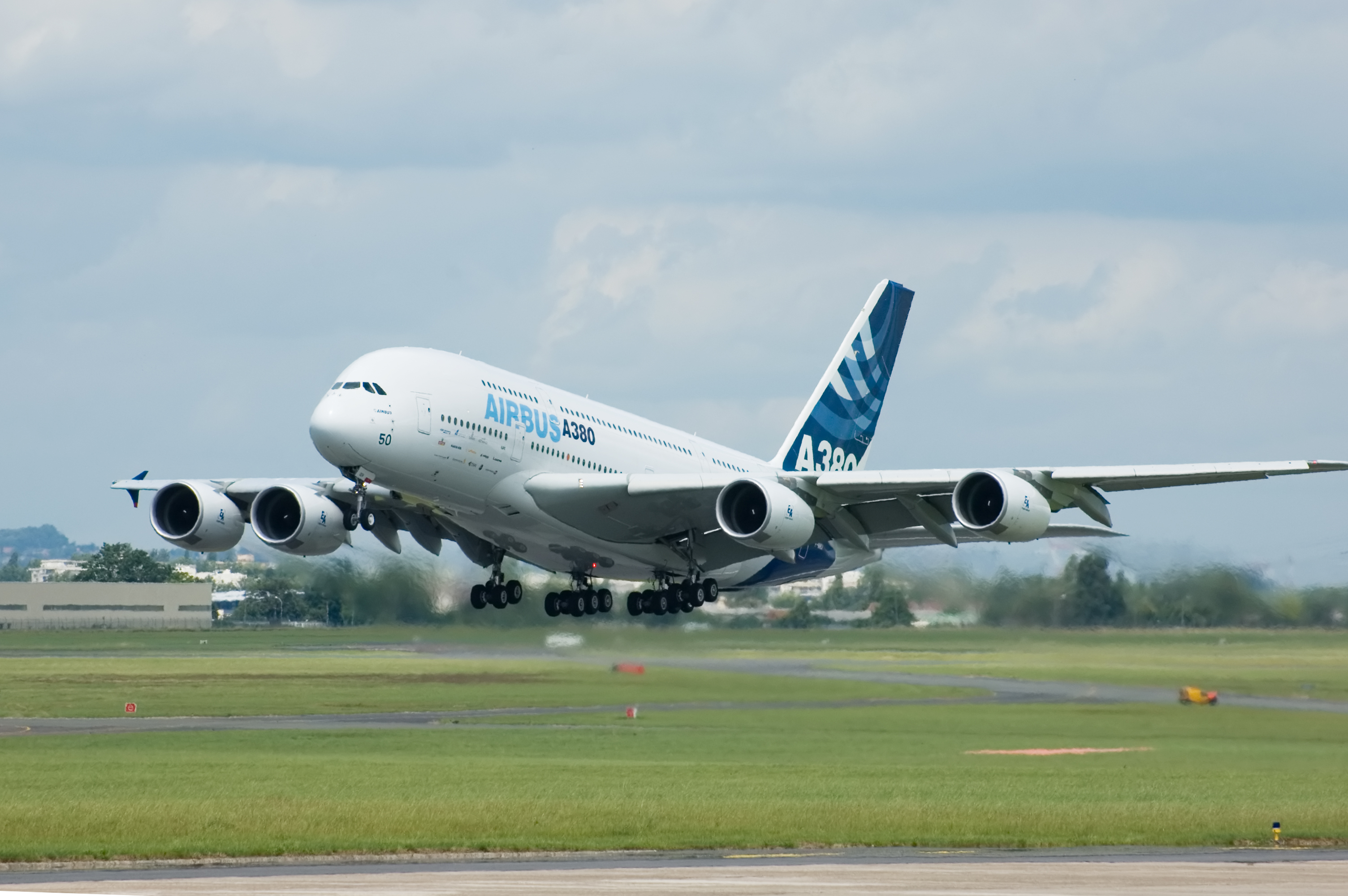
Airbus A380

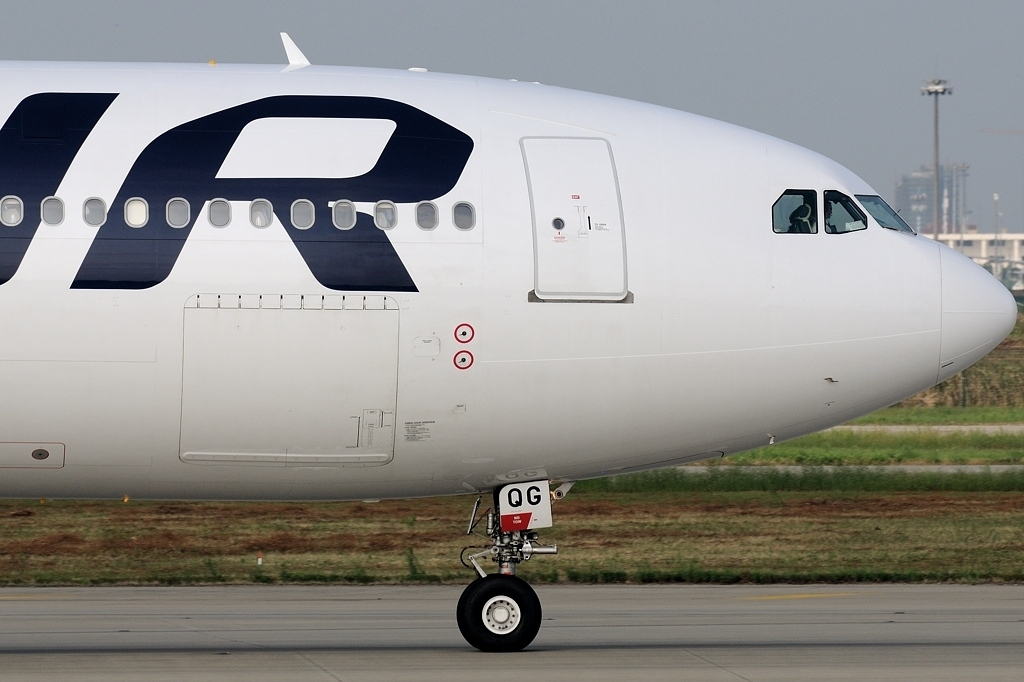
Airbus A340-313X

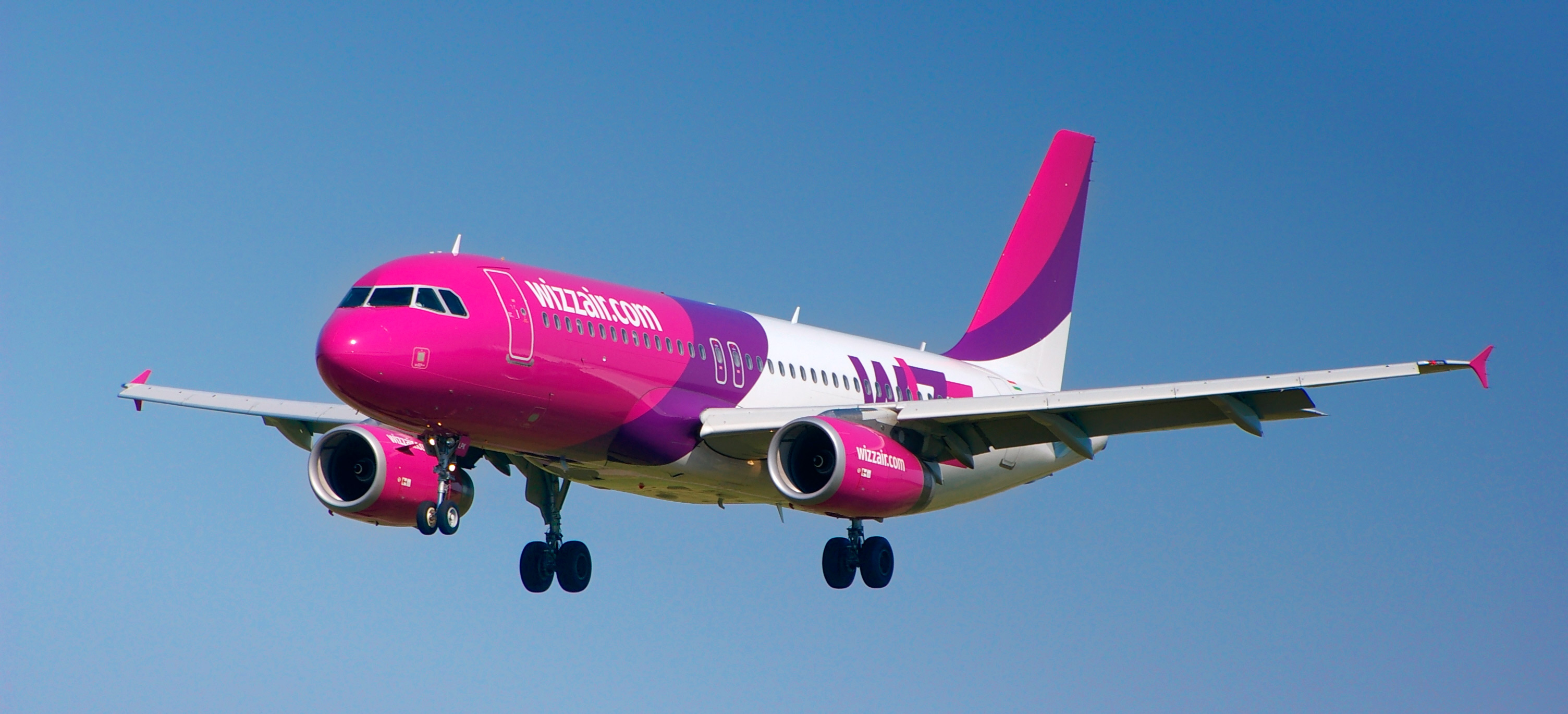
Airbus 320-200

## A

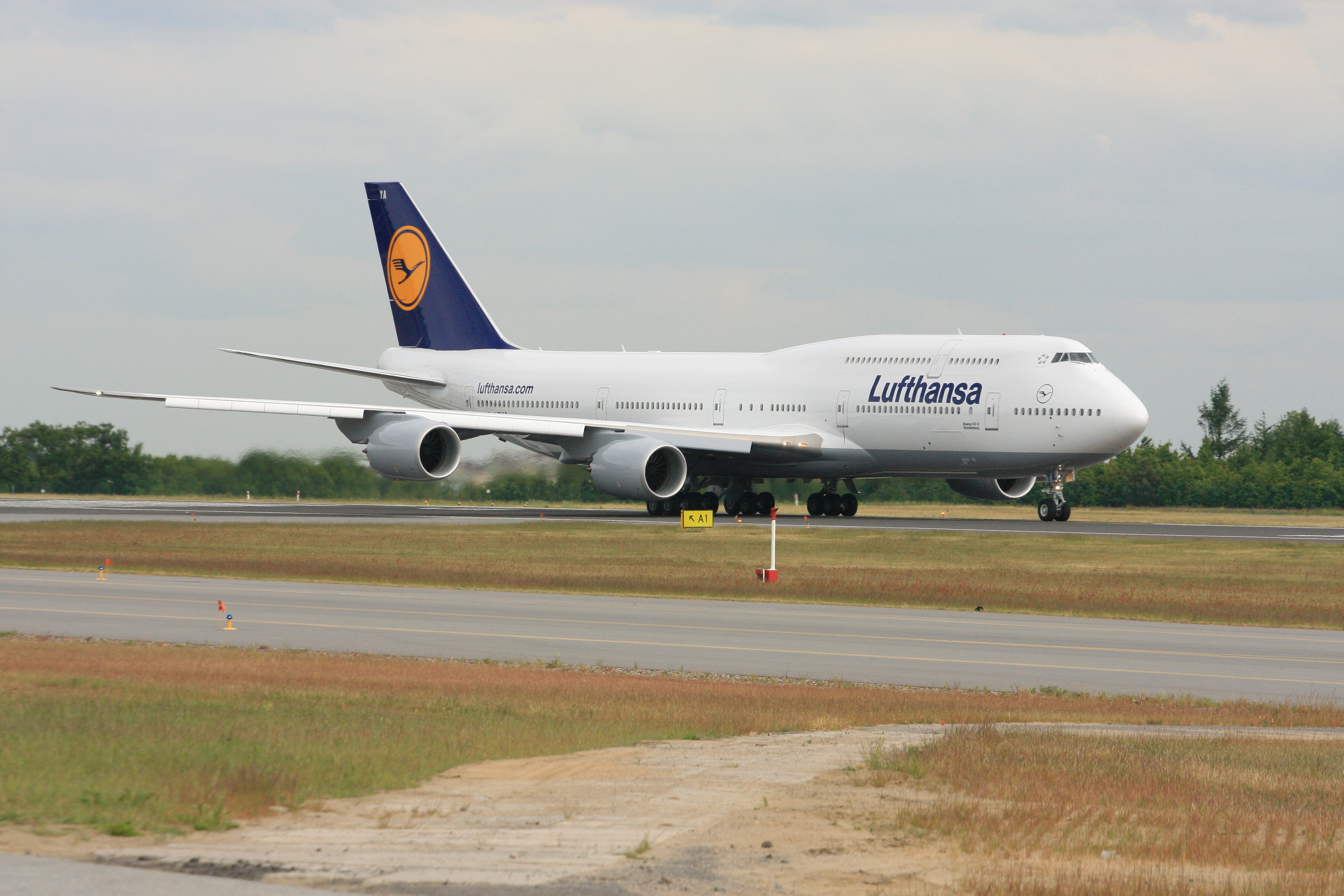
Boeing 747-800

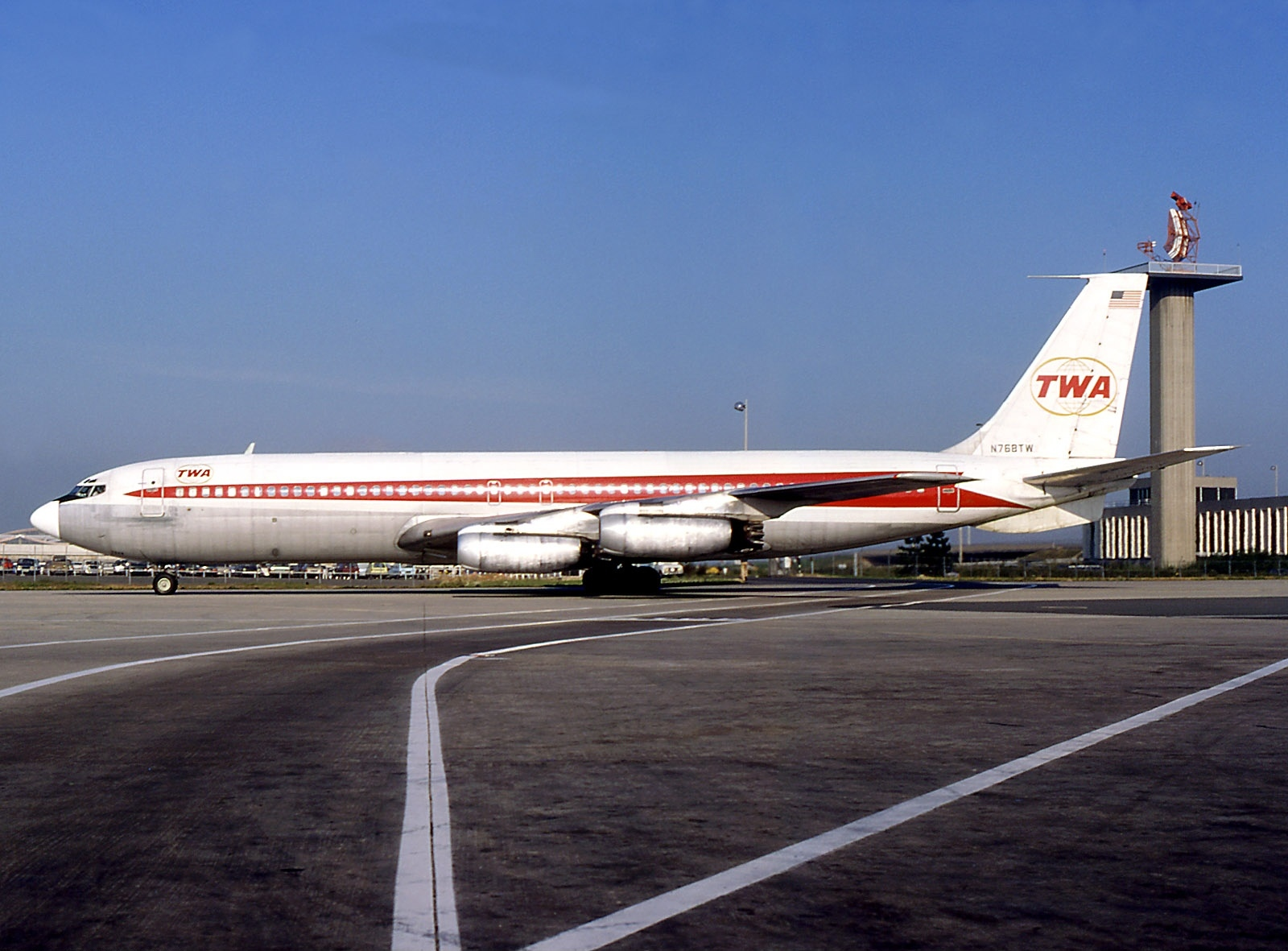
Boeing 707-331

- A-20 Havoc
- Airbus A300
- Airbus A310
- Airbus A320
- Airbus A321
- Airbus A330
- Airbus A340
- Airbus A350
- Airbus A380
- Antonov An-124
- Antonov An-225
- Antonov An-26
- Antonov An-30
- Antonov An-2E
- Avro Lancaster
- Avro Manchester⁠(en)[traduceți]

## B

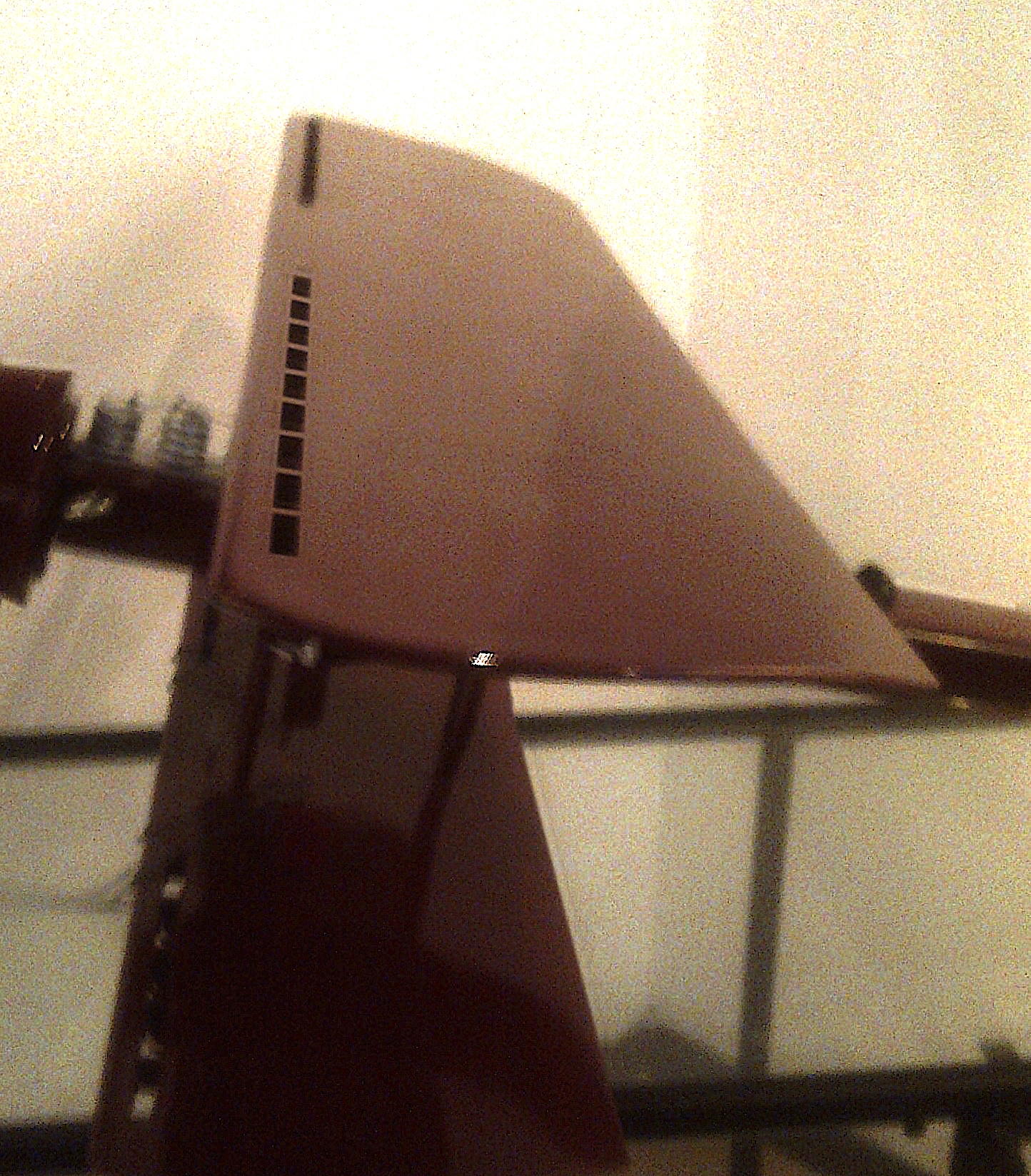
Coandă

- B-17 Flying Fortress
- B-24 Liberator
- B-25 Mitchell
- B-29 Superfortress
- Beriev A-50
- Blackburn Roc
- Brewster F2A Buffalo
- Bristol Beaufighter
- Bristol Beaufort
- Bristol Blenheim
- Bristol Buckingham
- Boeing 707
- Boeing 717
- Boeing 727
- Boeing 737
- Boeing 747
- Boeing 757
- Boeing 767
- Boeing 777
- Boeing 787
- Boeing F-15SE Silent Eagle
- Boeing F-18 Hornet/ Super Hornet
- Boeing B-1B LANCER
- Boeing B-2 SPIRIT
- Boeing E-3 SENTRY AWACS
- Boeing E-4B NAOC
- Boeing E-6 MERCURY
- Boeing E-8C JSTARS

## C
- C-12 Huron
- CL-415
- Coandă - 1910
- Consolidated XB-24

## D
- Dassault Rafale
- Defiant
- De Havilland DH.98 Mosquito
- Dornier Do 335
- Douglas DC-6
- Douglas DC-9
- Douglas DC-10
- Douglas DC-11

## E
- EC-130 Commando Solo

## F
- F-4 Phantom II
- F4U Corsair
- F4F Wildcat
- F6F Hellcat
- F-15 Eagle
- F-16 Fighting Falcon
- F/A-18 Hornet
- F-35 Lightning II
- Fairey Albacore
- Fairey Barracuda
- Fairey Firefly
- Fairey Swordfish
- Focke-Wulf Fw 190
- Fiat CR.42

## G
- Gloster Gladiator

## H
- Hawker Tempest
- Heinkel He 112
- Heinkel He 162

## I
- Iak-52
- IAR-14
- IAR-37
- IAR 79
- IAR-80
- IAR-93
- IAR-95
- IAR-99
- Iliușin Il-2
- Iliușin Il-18
- Iliușin Il-76 TD

## J
- Junkers Ju 87

## K
- Kawasaki Ki-45

## L
- Lavocikin LaGG-3
- Lockheed C-130 Hercules

## M
- McDonnell Douglas DC-10
- McDonnell Douglas MD-11
- Messerschmitt Bf 109
- Mikoian-Gurevici MiG-1
- Mikoian-Gurevici MiG-3
- Mikoian-Gurevici MiG-21
- Mitsubishi A6M Zero
- MQ-1 Predator

## N
- Northrop Grumman B-2 Spirit
- Northrop Tacit Blue

## P
- Panavia Tornado
- P-36 Hawk
- P-38 Lightning
- P-39 Airacobra
- P-40 Warhawk
- P–43 Lancer
- P-47 Thunderbolt
- P-51 Mustang
- P-59 Airacomet
- P-61 Black Widow
- P-63 Kingcobra
- Polikarpov I-15
- Polikarpov I-16
- PZL P.7
- PZL P.11
- PZL P.24

## S
- SEPECAT Jaguar
- Suhoi Su-33
- Supermarine Spitfire

## T
- T-45 Goshawk
- Tupolev TB-3

## Y
- Yakovlev Yak-1
- Yokosuka P1Y